# Хелге Ларсон
Хелге Ларсон (швед. Helge Teodor Larsson; Стокхолм, 25. октобар 1916 — Стокхолм, 19. новембар 1971) бивши је шведски спринт кајакаш. Учествовао је на такмичењима крајем тридесетих година прошлог века. Учествовао је на Олимпијским играма 1936. у Берлин. Веслао је у пару са својим земљаком Таје Фалборгом.

## Спортски успеси
Ларсон и Фалборг освојили су бронзану медаљу на Олимпијским играма у Берлину у дисциплини К-2 на 10.000 метара.